# Finsbury Circus

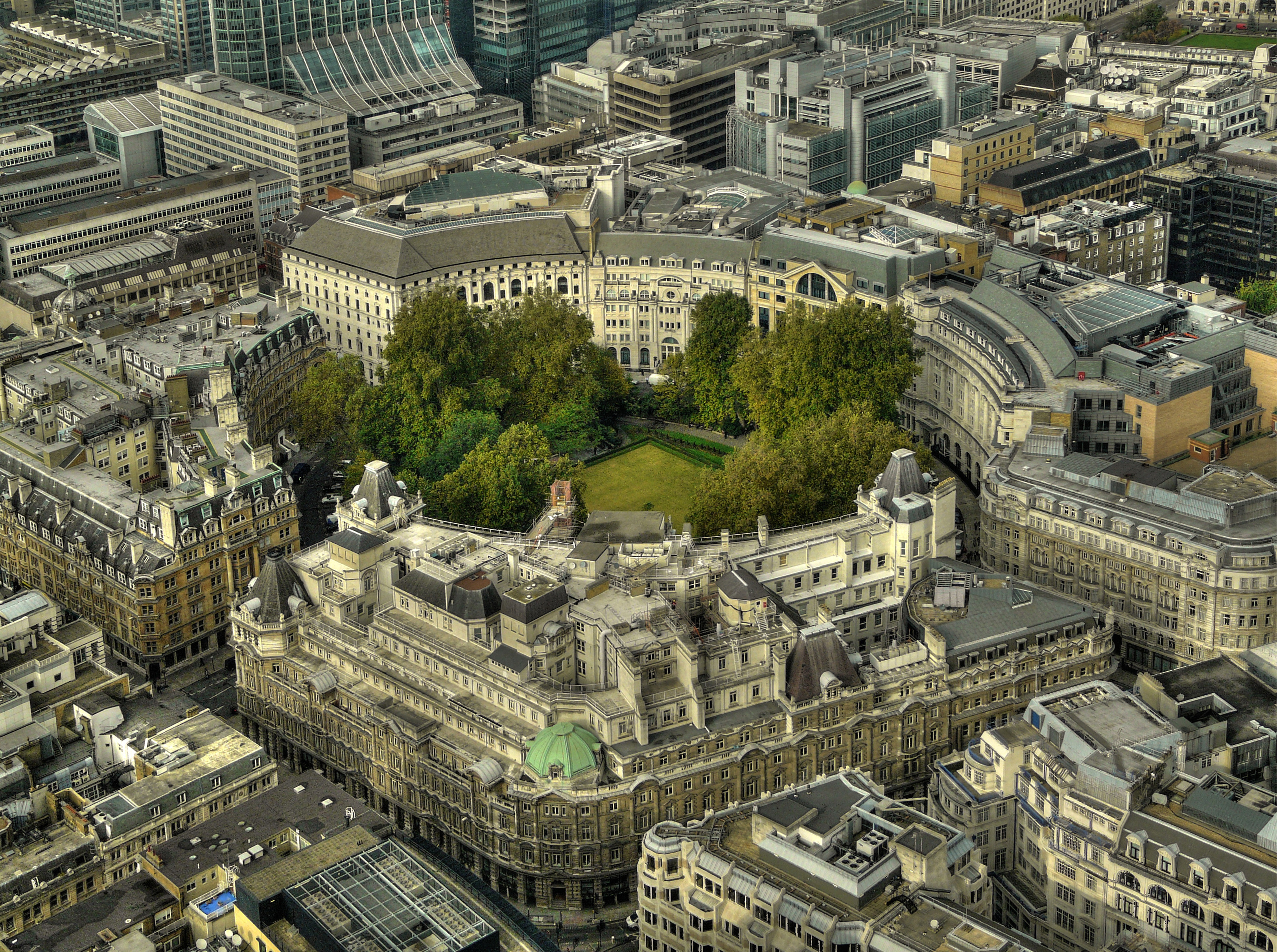
Veduta aerea di Finsbury Circus

Finsbury Circus è un parco nel Coleman Street Ward della City di Londra. Il parco di 2,2 ettari è il più grande spazio pubblico aperto all'interno dei confini della città.
Non deve essere confuso con Finsbury Square, appena a nord della City, o Finsbury Park, a pochi chilometri di distanza.

## Storia e caratteristiche
È stato creato nel 1812 sul sito dell'ex Lower Moorfields, un'area che originariamente faceva parte del Manor of Finsbury, un maniero che esisteva dal XII secolo, su cui sorgeva il secondo Bethlem Royal Hospital del 1675. Il "circo" del nome rispecchia la forma ellittica dello spazio, simile ai locali circensi dell'antica Roma, in questo caso con un lungo asse ovest-est.
Le case originarie, le ultime delle quali furono demolite nel 1921, erano destinate a mercanti e gentiluomini, ma furono presto smembrate internamente e affittate ad avvocati e altri professionisti. I giardini, caratterizzati da una fila circolare di tigli, furono sviluppati da William Montague su specifica dell'architetto George Dance il Giovane nel 1815. Nel 1819 la London Institution si trasferì in locali "ingegnosamente ed elegantemente dettagliati"  progettati da William Brooks all'estremità nord del circo. Vennero chiusi nel 1912 e gli edifici furono utilizzati per l'Università di Londra fino alla loro demolizione nel 1936. Di fronte al circo, dal 1820, c'era la South Place Unitarian Chapel, eretta sotto la guida di William Johnson Fox, poi evoluta in Conway Hall Ethical Society.

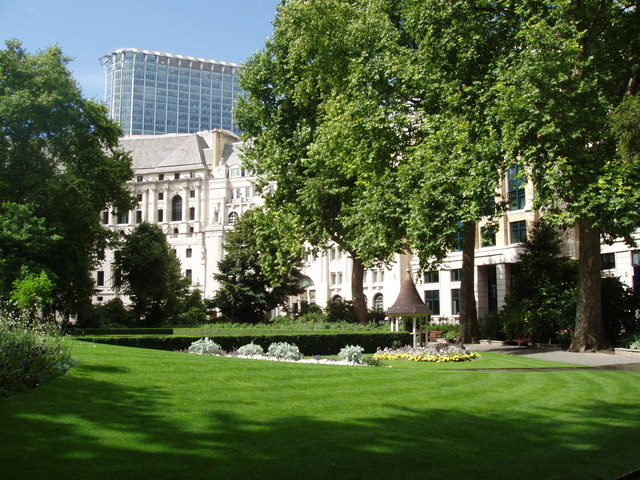
Lutyens ' Britannic House vista dal verde centrale

Il circo è stato aperto come parco pubblico all'inizio del XX secolo, sotto i poteri concessi alla City of London Corporation nel City of London (Various Powers) Act 1900. I giardini erano stati in precedenza uno spazio privato ad uso dei liberi proprietari o affittuari degli edifici circostanti, che si opponevano alla loro espropriazione, temendo che il loro utilizzo da parte del pubblico creasse un fastidio tale da abbassare il valore della loro proprietà. La campagna per renderli uno spazio pubblico fu guidata da Alpheus Morton, vice-assessore di Farringdon Without e membro del Comitato delle strade delle corporazioni, e il circo divenne noto con la Corporation come "Morton's Park".
Di fronte al quadrante nord-ovest dell'ovale, con fronti sulle strade che entrano nel Circus da ovest, si erge l'imponente Britannic House di Edwin Lutyens (1921–25, classificata di II grado), progettata per l' Anglo-Iranian Oil Company, che divenne BP. Le sue sculture architettoniche autoportanti sono di Francis Derwent Wood. Venne costruita sul sito delle ultime case originali rimaste ed è ora sede dello studio legale internazionale Stephenson Harwood.

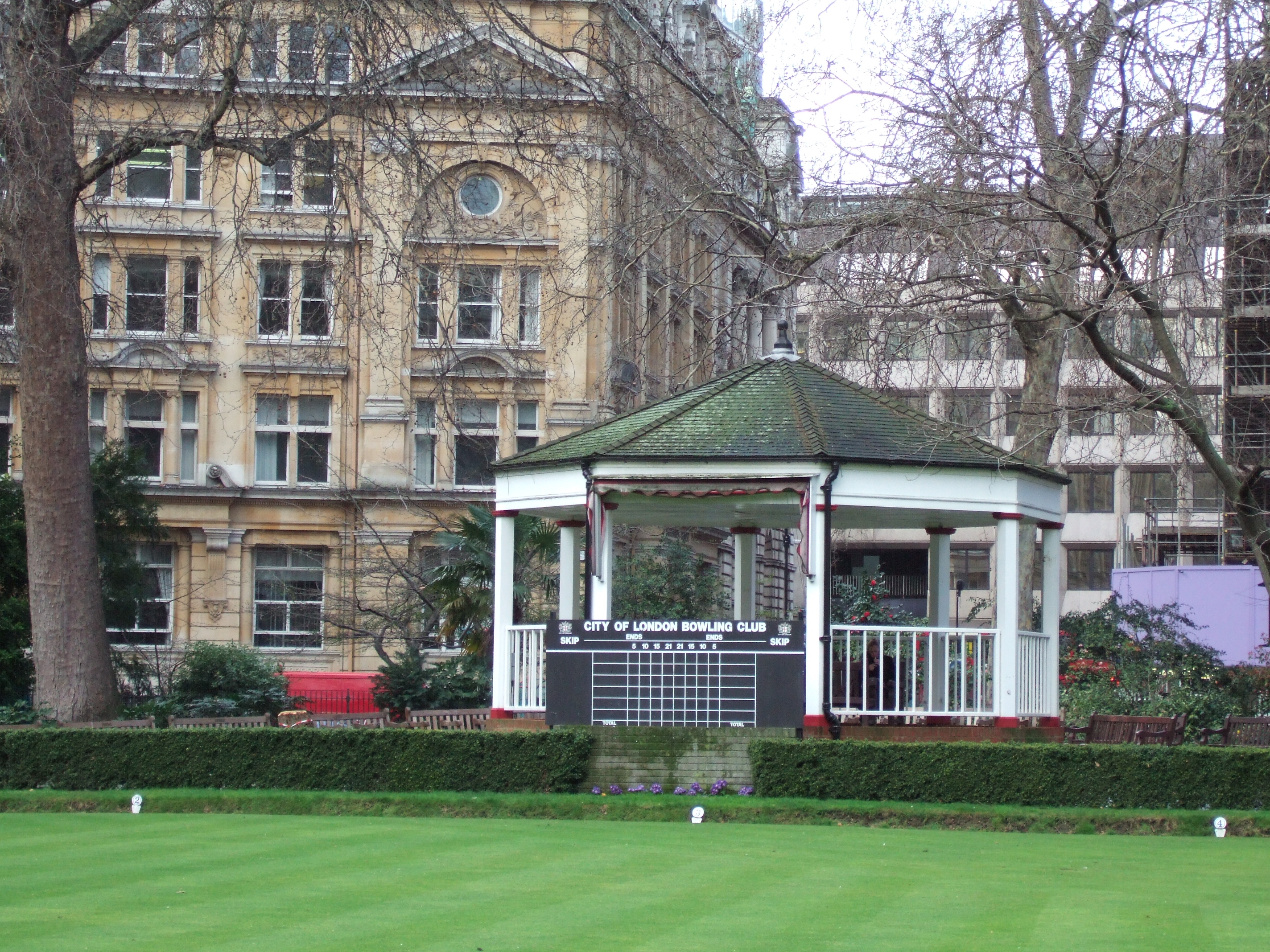
Il campo da bocce al Circo

Ha un club di Lawn Bowls nel centro, che esiste nei giardini dal 1925.
Nelle vicinanze si trova un palco per l'orchestra, costruito nel 1955.

## Stazioni metro
La stazione della metropolitana più vicina è Moorgate, 150 metri a ovest, con la stazione di Liverpool Street a circa 350 metri a est.

## Eventi
Finsbury Circus è stato utilizzato come punto di arrivo per la Miglia Quadrato ogni anno. Negli ultimi anni ha ospitato anche la partenza della Miglia Quadrato da quando l'inizio dell'evento è stato rimosso dallo Smithfield Market.

## Crossrail
Durante gli anni 1860-1865 Finsbury Circus fu minacciato di demolizione a favore di una stazione ferroviaria; le proteste pubbliche scongiurarono la perdita, ma nel 1869 l'ovale fu scavato per costruire un tunnel per la Metropolitan Railway.
Dal 2010 al 2020 la sezione centrale dei giardini è stata occupata per la costruzione della stazione di Liverpool Street Crossrail. Ciò ha comportato lo scavo di un pozzo di 16 metri di diametro e 42 di profondità per consentire la costruzione dei tunnel e della piattaforma sottostante. Il progetto doveva essere completato a settembre 2018, ma a causa di una cattiva gestione ha mancato tale scadenza, superando il budget di £ 896.700 a partire da aprile 2019. I lavori sono stati completati nel 2020.
Nel luglio 2020, la City of London Corporation ha annunciato che il parco avrebbe riaperto al pubblico nell'agosto 2020, dopo che a giugno erano stati fatti progetti per trasformare i giardini in uno spazio multiuso sostenibile. Il vincitore del concorso di progettazione è stato annunciato nell'ottobre 2020, Architecture00 + Studio Weave, il cui progetto prevede un padiglione da giardino costruito con materiali naturali.